# Villasrubias (kommunhuvudort)
Villasrubias är en kommunhuvudort i Spanien.   Den ligger i provinsen Provincia de Salamanca och regionen Kastilien och Leon, i den centrala delen av landet, 250 km väster om huvudstaden Madrid. Villasrubias ligger 856 meter över havet och antalet invånare är 281.
Terrängen runt Villasrubias är platt åt nordväst, men åt sydost är den kuperad.Runt Villasrubias är det ganska glesbefolkat, med 39 invånare per kvadratkilometer. Närmaste större samhälle är Fuenteguinaldo, 10,5 km norr om Villasrubias. I omgivningarna runt Villasrubias växer i huvudsak barrskog.